# Nokia 3200
Il Nokia 3200 è un telefono cellulare della Nokia, lanciato nel 2003.